# Julesberg
Julesberg — метеорит-хондрит масою 56600 грам.